# НГС
НГС (аббревиатура словосочетаний Новосибирский городской сайт или Независимые городские сайты) или NGS.ru — российское интернет-издание с местом нахождения редакции в городе Новосибирске. Ведущее средство массовой информации Новосибирской области по индексу цитирования. Входит в городские порталы Shkulev Holding.

## История
История сайта ngs.ru начинается 12 марта 1998 года. Максим Сидоркин, зарабатывавший на жизнь продажей компакт-дисков, создал сайт, используя простейший редактор FrontPage. Это был один из первых 100 сайтов в Новосибирске. Сидоркин решил развивать сайт как Новосибирский городской сайт — веб-портал для жителей Новосибирска, рассчитывая привлечь как можно больше рекламодателей. В 2001 году сайт стал для него главным источником доходов.
В 2003 году Сидоркин основал закрытое акционерное общество «НГС» (зарегистрировано 8 августа 2003 года с присвоением основного государственного регистрационного номера 1035403210325) и принял на работу первых работников. 14 сентября 2007 года новостной раздел сайта был зарегистрирован как электронное средство массовой информации (свидетельство ЭЛ № ФС77-29543). В 2007 году компания расширила сферу деятельности на Красноярск, запустив соответствующий портал. Одновременно компания осуществила ребрендинг названия «НГС», которое стало расшифровываться Независимые городские сайты. В 2009 году сфера деятельности компании расширилась на Омск, в 2010 году — на Барнаул, Кузбасс и Томск, в 2011 году — на Иркутск.
В марте 2013 году 75 % акций компании приобрела Hearst Shkulev Media. Сайт НГС и другие сайты, созданные компанией, стали частью региональной сети городских порталов, организованной Hearst Shkulev Media. До сделки по продаже компании НГС — в дополнение к новостному разделу — имел многие другие: раздел объявлений о продаже автомобилей, раздел поиска недвижимости, раздел поиска работы и работников, раздел иных объявлений, раздел знакомств, онлайн-форум, электронная почта. После перехода под контроль Hearst Shkulev Media большинство этих разделов были выделены в отдельные «вертикали» (вебсайты); НГС сохранил свой новостной раздел и возможность публикации рекламы.
В 2017 году началась череда реорганизаций в холдинге. В настоящий момент сайт ngs.ru принадлежит обществу с ограниченной ответственностью «Интернет Технологии» (основной государственный регистрационный номер 1087448005050) и зарегистрирован как электронное средство массовой информации (свидетельство ЭЛ № ФС 77 — 84683 от 6 февраля 2023 года).

## Деятельность
Как новосибирское региональное средство массовой информации НГС специализируется на новостях города Новосибирска и Новосибирской области. Его новости часто перепечатываются другими средствами массовой информации.